# 傑米·瓊斯
傑米·瓊斯（英語：Jamie Jones；1989年2月18日—）是一位英格蘭足球運動員。在場上的位置是守門員。現效力於英冠球隊米德尔斯堡，曾效力於普雷斯頓足球俱樂部。

## 外部連結
- 足球数据库：傑米·瓊斯的球员统计数据